# 霍斯·艾靈頓
霍斯·艾靈頓（英語：Hoss Ellington，1935年5月12日—2014年5月31日），是美国全国运动汽车竞赛协会赛手和车队经理。他出生于北卡罗来纳州罗利市。
2014年5月31日，因肝癌去世，享年79岁。